# Barnby in the Willows
Barnby in the Willows is een civil parish in het Engelse graafschap Nottinghamshire.